# A Fire Inside EP
A Fire Inside är en EP utgiven år 1998 av AFI på Adeline Records.

## Låtlista
1. "3½" - 2:22
2. "Overexposure" - 2:03
3. "The Hanging Garden" - 4:21 (The Cure-cover)
4. "Demonomania" - 0:46 (Misfits-cover)